# L'inverno ti farà tornare
L'inverno ti farà tornare (Une aussi longue absence) è un film del 1961 diretto da Henri Colpi, vincitore della Palma d'oro come miglior film al 14º Festival di Cannes, ex aequo con il film Viridiana di Luis Buñuel.

## Trama
Puteaux, piccolo paese che si affaccia sulla Senna a pochi chilometri da Parigi. Con l'aiuto di una giovane dipendente, Thérèse Langlois vi gestisce un bistrot. Suo marito, deportato dai tedeschi nel 1944 in Germania, non ha fatto più ritorno ed è ufficialmente considerato morto.
Da qualche giorno Thérèse ha notato passare un vagabondo che somiglia straordinariamente a suo marito. Lo segue, si accerta che vive come un clochard sulle rive della Senna, lo avvicina, parla con lui e si convince che si tratta proprio di suo marito. Comprende però che l'uomo ha perso la memoria e non può confermare le sue certezze. Un giorno l'uomo, così come è venuto, scompare. Thérèse rimane con l'illusione di un suo ritorno.

## Riconoscimenti
- Festival di Cannes 1961
  - Palma d'oro
- Premio Louis-Delluc 1960
- Semana Internacional de Cine de Valladolid 1963
  - Espiga de oro